# 浅石莉奈
浅石 莉奈（あさいし りな、1996年3月2日 - ）は日本の女優、アイドル。フリーランス。東京都出身。

## 来歴
- 2002年にデビュー後、日本テレビで放送された毎週金曜日のバラエティ番組「ティンティンTOWN!」にレギュラー出演していた。
- 2010年ごろからスマイルモンキーに所属[2]。ベリーベリープロダクションに移籍（2012年2月 - 2016年10月）[3][4]。RIZEプロダクションに移籍（2016年12月）。

## 人物
- 趣味：ロッククライミング

## 出演

### 映画
- 渋谷の女子高生たちが語った”呪いのリスト“3（2009年）
- 告白（2010年）
- 煙をめぐる冒険（2010年）
- 悪霊のすむところ（2010年）

### テレビドラマ
- ウルトラマンオーブ 第18話（2016年11月5日、テレビ東京 他） - メイド 役

### Vシネマ
- 新・ヒロイン危機一髪!! 撃獣戦隊アースファイター（2016年5月13日、ZENピクチャーズ） - 速水岬 / ブルーマーメイド 役[5]

### 舞台
- ヒロセプロジェクト「優しい魔法のとなえ方2011[6]」Bチーム（2011年11月3日 - 6日、ラゾーナ川崎プラザソル） - 田中ユリ 役
- 劇団14歳 第1限目『教室短編集』「春の日」（2012年6月19日 - 7月1日、池袋・シアターグリーン BIG TREE THEATER）
- アリスインプロジェクト「時空警察ヴェッカー1983」空組(2013年8月14日 - 18日、笹塚ファクトリー） - 松井雅代 役
- アリスインプロジェクト「おうちに帰るまでが遠足です[7]」月組（2014年7月13日 - 17日、池袋・シアターKASSAI） - ルビー 役[8]
- シズ☆ゲキ「進め! 春川女子高校2 -ハルジョの七不思議-[9]」Aチーム（2015年7月8日 - 12日、池袋・シアターKASSAI） - 鈴木麻子 役
- アリスインプロジェクト「新・戦国降臨ガール[10]」天の組（2015年10月21日 - 25日、新宿・スペース・ゼロ） - 髑髏娘 役[11]

### CM
- エポック社「ハムハム大サーカス」
- Benesse「進研ゼミ中学講座」

## ユニット活動
- FineColor（2014年2月16日 - 2016年12月24日）
- にじいろ学園SEASON2（2017年1月 - ）